# Дейлі курант
«Дейлі курант» (англ. Daily Courant) — історично перша регулярна щоденна газета, що публікувалася в Англії з початку XVIII століття.
Вона була вперше опублікована 11 березня 1702 року Елізабет Маллет, що мала офіс на другому поверсі над пабом «Вайт Гарт на Фліт-стріт» у Лондоні. Газета виходила до 1735 року, коли її було об'єднано з Daily Gazetteer.

## Опис
Газета складалася з однієї сторінки з двома стовпцями тексту. Маллет рекламувала, що вона мала намір публікувати тільки іноземні новини і не хотіла б додавати будь-які коментарі з власного життя, якщо інші люди мають «достатньо знань, щоб розповісти про себе».

## Зміна власника
Маллет незабаром продала газету Самуїлу Баклі, який переніс її до району Маленька Британія, відомого як «знак Дельфіна». Баклі пізніше став друкувати газету The Spectator.

## Сумніви
Незважаючи на претензії з боку деяких англійських істориків щодо того, що Daily Courant була першою серед коли-небудь опублікованих газет, німецька газета «Relation aller Fürnemmen und gedenckwürdigen Historien», що друкувалася від 1605 року Йоганом Карлом у Страсбурзі, найчастіше визнається першою газетою.
Інші газети, старші за «Daily Courant», були першими газетами сучасної Німеччини, Avisa, опублікована 1609 року у Wolfenbüttel або голландській Courante uyt Italien, Duytslandt, &c. 1618.
The Norwich Post, вважається, також була опублікована раніше, — 1701 року.